# Béla Kellner
Béla Kellner (10. března 1904 Duboševica – 17. července 1975 Budapešť) byl maďarský lékař, patolog, profesor, člen Maďarské akademie věd.

## Život
Lékařský titul získal v roce 1929 na lékařské fakultě univerzity v Pécsi. Od roku 1926 pracoval na univerzitním pitevním ústavu u Bély Entze, nejprve jako neplacený praktikant, od roku 1929 jako placený praktikant a od roku 1931 jako asistent pedagoga. Od roku 1929 také vyučoval na katedře biochemie a v roce 1932 krátce studoval biochemii na vídeňské univerzitě. V roce 1936 se úspěšně habilitoval a stal se soukromým učitelem nádorové patologie na univerzitě v Pécsi. Od roku 1940 působil jako hlavní patolog nemocnice židovské komunity v Pešti. V letech 1942-1944 byl v pracovních službách a nakonec v roce 1944 byl deportován do Rakouska, odkud se v roce 1945 vrátil domů a nadále pracoval v Židovské nemocnici. V roce 1947 začal učit na univerzitě v Debrecenu. Později se přestěhoval do Budapešti, kde pokračoval ve výzkumu rakoviny a nádorů. Získal ocenění v roce 1966 a 1974.

## Výběr z díla
- Rákos áttételek diagnostizálása a primaer daganat szövettani vizsgálata alapján (1938}
- A rák terjedése a szervezetben (Etendiĝo de la kancero en la korpo), (1951)
- Die Ausbreitung des Krebses (1971}